# Jorgos Dalaras
Jorgos Dalaras či Giorgios Dalaras, řecky Γιώργος Νταλάρας (* 29. září 1949 Pireus) je řecký zpěvák. Zpívá různé druhy řecké hudby, jako jsou rembetiko, laiko, cifteteli nebo maloasijské řecké písně. Zpívá též italskou operu a latino. Je znám duety s proslulou řeckou zpěvačkou Charis Alexiosovou.

## Život
Jeho otec, Loukas Daralas, byl zpěvák stylu rembetiko, pocházel původem z Trikaly v Tesálii. Jeho matka byla z Izmiru v dnešním Turecku.
Hrál na kytaru od svých šestnácti let. Díky zpěvákovi Vangelisovi Perpiniadisovi, který byl známý jeho otce, mladý Dalaras vydal své první dvě písně maloasijského žánru. Dalaras hrál v různých klubech, kde se postupně stával stále populárnějším. Setkal se se známými řeckými skladateli, jako byli Mikis Theodorakis, Manos Loizos, Stavros Kujumtzis a Jorgos Mitsakis, kteří mu výrazně pomohli. Ve 20 letech vydal své první album a začal spolupracovat s populární zpěvačkou Marinellou.
Dalarasova popularita vzrostla zejména v sedmdesátých letech, kdy se stal nejoblíbenějším řeckým zpěvákem. Tehdy vydal album nazvané Na´ tane to 21 (Kdyby byl rok 1821), kde nazpíval skladby stylu laiko skladatele Kujumtzisa. Poté spolu se skladatelem Manosem Loizosem vydali slavné písně jako Ach chelidoni mou (Ach, moje vlaštovičko) nebo Deka palikaria (Deset správných chlapů), která má silně politický obsah, byla složená po pádu řecké diktatury a Dalaras v ní zpívá o svobodě. I díky tomu ho proslavila po celém světě.
V roce 1972 vydal album starých maloasijských řeckých písní, mezi nimi byla například Sagapo jati ise orea (Miluji tě, protože jsi hezká). Nahrál také písně z dvacátých a čtyřicátých let ve stylu rembetiko, mnohé takto uchoval. (např. Mi mu thimonis matia mu; Nezlob se na mně).
V roce 1987 vydal album jihoamerické hudby, pak se věnoval italské opeře. Spolu s řeckým operním zpěvákem Mariosem Frangoulisem přezpíval píseň Andrei Bocelliho Con te partiro. V roce 1988 vydal byzantské církevní písně v albu Axion esti (Důstojné jest).
Zpívá každý rok na řeckých hudebních festivalech v aténském starořeckém divadle Heroda Attica.